# Somewhere Over My Head
Somewhere Over My Head (с англ. — «Где-то над моей головой») — третий студийный (второй по счёту мини-альбом) американского музыканта, исполнителя, автора песен и композитора Грейсона Ченса, вышедший 13 мая 2016 года на его собственном независимом лейбле «Greyson Chance Music» и на «Universal Music».
С выходом этого альбома, о Грейсоне Ченсе написал журнал «People», поместив его в июне 2016 года в рубрику «Артист, на которого стоит посмотреть».
Своё название альбом получил по строчке текста из песни «More Than Me»: это песня для пианино, и в тексте песни автор говорит кому-то, что ты не смотришь на меня, ты смотришь куда-то поверх моей головы. Это в некотором роде грустный текст, но Ченсу понравилась поэтическая его сторона и он решил, что это будет подходящим названием для альбома.

## История написания и записи альбома
В ноябре 2015 года Грейсон Ченс появился в телепередаче «Шоу Эллен Дедженерес», где исполнил первый сингл из альбома, песню «Afterlife». Позже вышел документальный фильм «Greyson Chance „One Chance“». В день выхода второго синла «Hit & Run» Ченс дал интервью музыкальному телеканалу «MTV» по случаю выхода альбома. В нём исполнитель рассказал о том, что не выступал в США три с половиной года до этого момента. Он также очень боялся, что люди, запомнившие его по виральному видео в интернете могут быть разочарованы его сломавшимся голосом; напротив, как оказалось, поклонники были в восторге от его вокала.
14 июня 2016 года Ченс официально получил аттестат об окончании средней школы. Как отмечает издание «Danamic» переходный период «сильно тряханул» его, однако он стал выглядеть ещё лучше. Кроме того, издание отметило, что изменился и музыкальный стиль исполнителя — по сравнению с 2010 годом стало больше электроники. Среди музыкантов, вдохновлявших Ченса на создание этого альбома были Вилли Нельсон, Рэй Чарльз, Сэм Смит и французская группа M83.
27 января 2016 года Ченс вернулся на сцену после почти трёхлетнего перерыва. Он представил песни с данного альбома в клубе «Troubadour» (Западный Голливуд, Калифорния) и 31 января в студии «The Studio at Webster Hall» (Нью-Йорк).

## Синглы
Из мини-альбома было выпущено три сингла:
1. «Afterlife» (29 октября 2015 года)
2. «Hit & Run» (5 февраля 2016 года)
3. «Back on the Wall» (29 апреля 2016 года)

1 февраля 2016 года Ченс исполнил песни из данного альбома вживую в студии в Webster Hall в Нью-Йорке.

## Список композиций
| №                   | Название            | Автор(ы)                       | Продюсеры           | Длительность |
| ------------------- | ------------------- | ------------------------------ | ------------------- | ------------ |
| 1.                  | «Afterlife»         | Adam Stidham Грейсон Ченс      | Jordan Palmer       | 3:18         |
| 2.                  | «Back on the Wall»  | Claire Reynolds Ченс           | Stuart Crichton     | 3:25         |
| 3.                  | «Hit & Run»         | Ченс                           | Willy Beaman        | 3:50         |
| 4.                  | «No Fear»           | Ченс                           | Willy Beaman        | 3:43         |
| 5.                  | «More Than Me»      | David Ryan Harris [англ.] Ченс | David Ryan Harris   | 5:47         |
| Общая длительность: | Общая длительность: | Общая длительность:            | Общая длительность: | 21:03        |

### Обзор песен
- «Afterlife»: Ченс написал эту песню об очень близком друге, который пытался покончить жизнь самоубийством. У него (близкий друг самого Ченса и его сестры, с которым он вместе вырос) был очень тяжелый период в жизни. Строки «but you wanted to go higher, take a chance to explode, thought I was more than the afterlife» как бы говорили: «эй, я думал, у нас всё хорошо и всё, что у нас было — оно намного лучше той плохой полосы в жизни»[4]. В работе над обработкой композиции работал Фрэнк Пол, с которым Ченс позже записал совместный сингл в качестве приглашённого артиста[6].➤
- «Back on the Wall»: третий сингл из этого альбома, выпущен 29 апреля 2016 года.
- «Hit & Run»: эта песня была выпущена в качестве второго сингла из альбома 5 февраля 2016 года.
- «No Fear»:
- «More Than Me»: Ченс называет эту песню своей самой любимой на альбоме. Она напоминает ему об Оклахоме, навевает мысли о доме и его «Мустанге» 1966 года выпуска. Он также отмечает, что альбом по его мнению должен напомнить слушателям, что он все тот же парень из Оклахомы, который немного вырос и чей голос стал немного ниже. Он написал музыку для всех песен на диске и за каждой песней скрывается настоящая история. Каждая песня «рисует историю». Ченс, по его заявлению, хочет оставаться открытым; тот человек, которого зрители видят в интернете и по телевизору и является настоящим Грейсоном Ченсом[3].

## Чарты
| Чарт (2016)                        | Высшая позиция |
| ---------------------------------- | -------------- |
| США (Billboard Independent Albums) | 43             |

## Отзывы критиков
- Музыкальный портал «the musical hype» оценивает альбом на 3,5 из 5. Издание отмечает, что Ченс «использует целый набор поп-трюков, включая безупречную постановку, насыщение городскими репликами и ненормативную лексику». Отмечается, что альбом весь «огромный потенциал» артиста, ведь у него имеется для этого всё необходимое — «внешность, голос и респектабельный характер». Лучшими песнями из альбома называются три, выпущенные в качестве синглов, «Afterlife», «Back on the Wall» и «Hit & Run»[8].
- Оклахомская газета «Oklahoma Gazette» в своём обзоре пишет, что альбом «демонстрирует зрелость, выходящую за рамки вирусной привлекательности». Особо отмечается фальцетная партия Ченса в песние «Afterlife» — сингл сравнивается с альбомом Джастина Тимберлейка «FutureSex/LoveSounds» (2006). В заключение, рецензент Бриттани Пиккеринг отмечает, что, несмотря на то, что Ченс приобрёл известность подростком из-за вирусного видео в интернете, данная его работа «показывает более опытного исполнителя, который занимает заслуженное место в центре [всеобщего] внимания»[9].
- Индонезийский портал «Creative Disc» публикует рецензию на альбом и отмечает, что жанр, в котором записал альбом Ченс (смесь поп-музыки, R&B, танцевальной поп-музыки и урбан-музыки) приобретает популярность, сравнивая его с самыми популярными исполнителями жанра, Джастином Бибером, Ником Джонасом и Троем Сиваном[10].
- Радиостанция Пенсильванского университета «WQHS Radio» отмечает, что на новом альбоме Ченс не просто рассказывает о своём личном опыте. Он также «становится типичным голосом поколения, „тобой“, который хочет постоянно находить новую страсть, рисковать и исследовать»[11].
- MTV отмечает, что в песне «Back on the Wall» Ченс самым лучшим образом демонстрирует свой вокальный талант[12].

## История релизов
| Страна               | Дата выхода | Формат            | Лейбл                |
| -------------------- | ----------- | ----------------- | -------------------- |
| Мир                  | 13 мая 2016 | Цифровые загрузки | Greyson Chance Music |
| Индонезия            | 13 мая 2016 | CD                | Universal            |
| Малайзия             | 13 мая 2016 | CD                | Universal            |
| Китайская Республика | 13 мая 2016 | CD                | Universal            |
| США                  | 13 мая 2016 | CD                | Universal            |

## Сторонние проекты
После выхода альбома «Somewhere Over My Head» в 2016 году, Ченс записал два сингла в качестве приглашённого артиста и выпустил их в этом же году:
- «Oceans» (совместно с TyDi[англ.] и Джеком Новаком)[13]
- «Anything» (совместно с Фрэнком Полом)[6]